# Maximilian Spinola
Maximilian Spinola lub Massimiliano Spinola (ur. 10 lipca 1780 w Tuluzie, zm. 12 listopada 1857 w Tassarolo) – włoski entomolog.
Pochodził z bogatej i wpływowej rodziny. Jego ojcem był generał Ambrosio Spinola, markiz de los Balbases. Posiadał ziemie w Hiszpanii i Ameryce Południowej, skąd sprowadzał owady. Ponadto odkupował zbiory od innych entomologów.
Jest autorem 54 publikacji naukowych dotyczących owadów. Interesował się zwłaszcza chrząszczami, błonkówkami i pluskwiakami. Był członkiem Entomological Society of London. Jego zbiory zdeponowane są głównie w Museo Regionale dei Scienze Naturali w Turynie. Część okazów znajduje się w posiadaniu Muzeum Historii Naturalnej w Paryżu.